# Saint-Gérand
Saint-Gérand era una comuna francesa que estaba situada en el departamento de Morbihan, de la región de Bretaña, que el 1 de enero de 2022 pasó a formar parte de la comuna nueva de Saint-Gérand-Croixanvec como comuna delegada.

## Historia
Fue creada en 1839 por segregación de terrenos pertenecientes a la comuna de Noyal-Pontivy.

## Demografía
| Gráfica de evolución demográfica de Saint-Gérand entre 1841 y 2018 |
|                                                                    |

Los datos demográficos contemplados en este gráfico de la comuna de Saint-Gérand se han cogido de 1841 a 1999 de la página francesa EHESS/Cassini, y los demás datos de la página del INSEE.